# Desmopsis maxonii
Desmopsis maxonii är en kirimojaväxtart som beskrevs av William Edwin Safford.
Desmopsis maxonii ingår i släktet Desmopsis och familjen kirimojaväxter. Inga underarter finns listade i Catalogue of Life.